# Abenberg
Abenberg je město v německé spolkové zemi Bavorsko, v zemském okrese Roth ve vládním obvodu Střední Franky.
Žije zde přibližně 5 600 obyvatel.

## Geografie
Abenberg se nachází na severním okraji Fränkisches Seenland, mezi Frankenhöhe na severozápadu, Norimberkem na severu a Franskou Jurou na jihu a východě. Jižně od Abenbergu se tyčí Spalter Hügelland.
Abenberg má 14 částí:
- Abenberg
- Bechhofen
- Beerbach
- Dürrenmungenau
- Ebersbach
- Fischhaus
- Kapsdorf
- Kleinabenberg
- Louisenau
- Obersteinbach ob Gmünd
- Pflugsmühle
- Pippenhof
- Wassermungenau
- Weihermühle